# Franz Ferdinand (album)
Franz Ferdinand – debiutancki album szkockiej grupy indierockowej Franz Ferdinand.

## Lista utworów
1. "Jacqueline" – 3:49
2. "Tell Her Tonight" – 2:17
3. "Take Me Out" – 3:57
4. "The Dark of the Matinée" – 4:03
5. "Auf Achse" – 4:19
6. "Cheating on You" – 2:36
7. "This Fire" – 4:14
8. "Darts of Pleasure" – 2:59
9. "Michael" – 3:21
10. "Come on Home" – 3:46
11. "40'" – 3:24